# Astatoreochromis
Astatoreochromis Pellegrin, 1904, è un piccolo genere di ciclidi haplochromini.

## Distribuzione e habitat
Queste specie sono endemiche della regione dei grandi laghi africani.

## Tassonomia
Il genere comprende attualmente 3 specie:
- Astatoreochromis alluaudi Pellegrin, 1904
- Astatoreochromis straeleni (Poll, 1944)
- Astatoreochromis vanderhorsti (Greenwood, 1954)

La specie Tilapia bemini, attualmente collocata nei tilapiini, potrebbe essere piuttosto vicino a questo genere. Tuttavia, la grande capacità di ibridizzazione dei ciclidi africani confonde fortemente le analisi di filogenetica basate sul DNA mitocondriale, mentre le analisi morfologiche tendono a restituire poche informazioni, a causa dell'evoluzione parallela su larga scala.